# St. Viti (Merseburg)

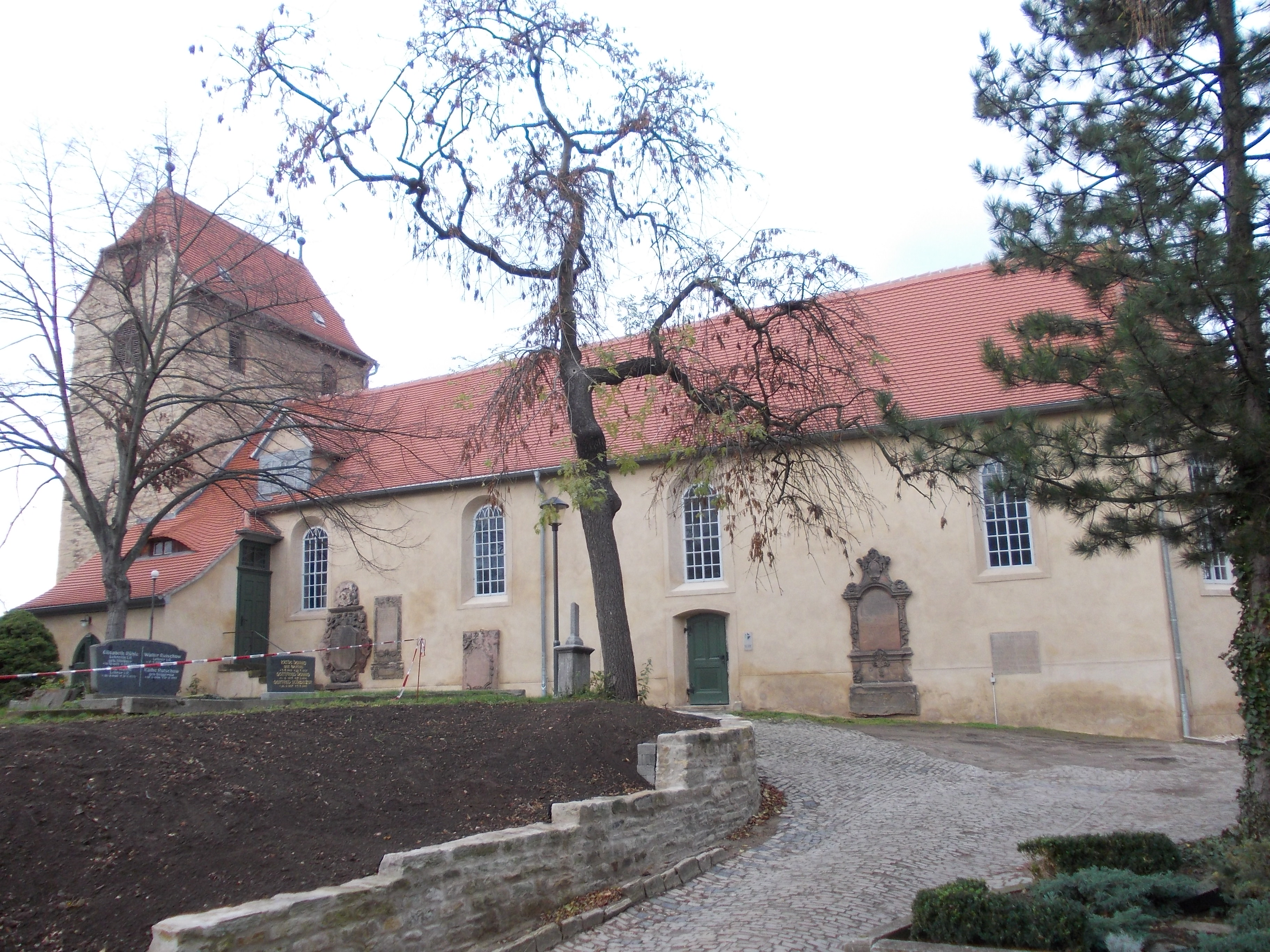
St. Viti in Merseburg

St. Viti ist eine unter Denkmalschutz stehende evangelische Kirche in Merseburg in Sachsen-Anhalt. Im örtlichen Denkmalverzeichnis ist sie unter der Erfassungsnummer 094 20296 als Baudenkmal verzeichnet.

## Allgemeines
Die Kirche steht auf einem der ältesten besiedelten Areale der Stadt – der Altenburg –, wird aber von allen Kirchen erst als letzte im Jahr 1270 urkundlich erwähnt. Patron der Kirche ist der Heilige Vitus. Der Hügel auf dem sich der Altenburger Friedhof und die Kirche befinden war Teil einer fränkischen Burg, die im späten neunten Jahrhundert erwähnt ist. Mit dem Bau des Merseburger Schlosses wurde die Burganlage abgetragen. Teile wurden vom Kloster St. Peter und Paul weiter genutzt. 

## Lage
Die Kirche steht auf dem Altenburger Friedhof, der sich auf einem Spornhügel zwischen den Flüssen Saale und Klia befindet. Südöstlich befindet sich das ehemalige Peterskloster.

## Geschichte und Architektur
In einer Urkunde von 1270 wird St. Viti erstmals als Pfarrkirche erwähnt. Als Vorgängerbau gilt die in unmittelbarer Nähe errichtete Pfarrkirche St. Petri, bevor diese von Benediktinern in das Kloster St. Peter und Paul einbezogen wurde. Die Kirche verfügt über einen Westquerturm aus der Zeit der Romanik, das Kirchenschiff ist vom Barock geprägt, wahrscheinlich ein Neubau nach der Zerstörung im Dreißigjährigen Kriegs. Von den romanischen Ursprüngen der Kirche sind noch die rundbogige Doppelarkade im Untergeschoss des Turmes und Reste von romanischen Fenster an der Nordseite erhalten. Eine Verlängerung des Gebäudes nach Osten erfolgte wahrscheinlich im 13. Jahrhundert, eine weitere Erweiterung nach Osten gegen Ende des 17. Jahrhunderts bzw. Anfang des 18. Jahrhunderts. Dabei erhielt die Kirche ihre barocke Innenausstattung, wie die Kanzel, den Altar, den Beichtstuhl und die Emporen. Der Beichtstuhl und die Weiber- und Adelsstühle wurden Ende des 19. Jahrhunderts entfernt. Bei einer Restaurierung von 1971 bis 1972 wurden die Chor-, Ober- und Schülerempore beseitigt.

## Ausstattung
Der Kanzelkorb wird von Simson mit dem Eselskinnbacken, mit dem er 1000 Philister erschlug, getragen (Ri 15,14–17 ). Reliefs von Christus und den vier Evangelisten schmücken die Brüstung; am Kanzelaufgang sind Mose und Johannes der Täufer dargestellt. Eine Taube als Symbol des Heiligen Geistes schwebt unter dem Schalldeckel. Über dem Altar, der durch König David und Nathan dominiert wird, befindet sich Christus mit der Siegesfahne. Die Orgel wurde 1696 vom Orgelbauer Zacharias Thayßner aus Merseburg erschaffen und 1830 durch einen Neubau ersetzt, bei dem das äußere Erscheinungsbild übernommen wurde.